# Anna Margolin
Anna Margolin, Rosa Lebensboim (ur. 21 stycznia 1887 w Brześciu, zm. 1952 w Nowym Jorku) – jedna z najwybitniejszych poetek jidysz w Ameryce początku XX wieku.
Jako dziecko mieszkała w Królewcu i Odessie, później przeniosła się do Warszawy, gdzie mieszkał jej ojciec.
W 1906 roku ojciec wysłał ją do Ameryki, gdzie rozpoczęła karierę pisarską. W Nowym Jorku dołączyła do kręgu imigrantów żydowskich intelektualistów. W Warszawie poznała hebrajskiego pisarza Mosze Stawskiego i wyszła za niego za mąż. Razem przenieśli się do Palestyny, gdzie urodziło się jej jedyne dziecko, Naaman. Wiosną 1913 roku przeniosła się do Nowego Jorku.